# Roggenbier

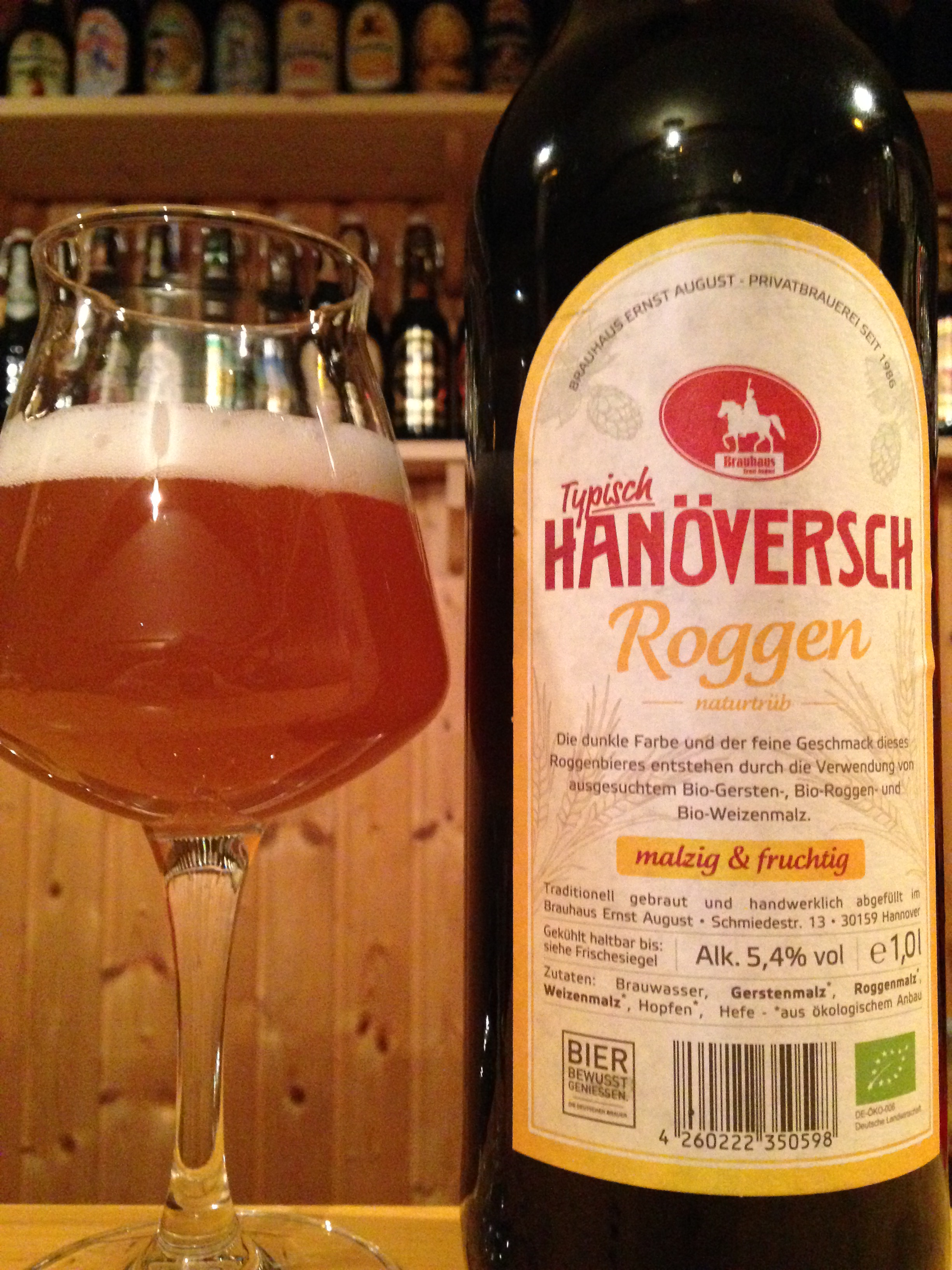
Bouteille et verre de roggenbier

La roggenbier (« bière de seigle » en allemand) est un type de bière de fermentation haute originaire de Bavière, en Allemagne. Elle est brassée avec un mélange de 50 % de malt d'orge, de 25 % de malt de froment et de 25 % de malt de seigle (cette dernière proportion pouvant monter jusqu'à 60 %). Elle est classée selon les pays soit en tant que bière blanche (Allemagne), soit en tant que ale (États-Unis). L'emploi de levure de bière blanche est minimal, laissant s'exhaler les arômes des céréales. La teneur en alcool est modérée, autour de 5 %. Filtrée ou non, de couleur foncée (dunkel), elle est très rafraichissante.
Bien qu'étant déjà connue au Moyen Âge, elle a quasiment disparu durant cinq siècles du fait de la loi du Reinheitsgebot n'autorisant l'usage que de l'orge seul pour le maltage. Elle est réapparue en 1988 grâce aux efforts de la brasserie Paulaner.